# Kurevere (Vigala)
Kurevere – wieś w Estonii, w prowincji Rapla, w gminie Vigala.